# 平河内毅
平河内 毅（ひらこうち つよし、1990年 - ）は、日本の考古学者。港区立郷土歴史館学芸員。
北海道のオホーツク海沿岸における古代文化の考古学的研究者。

## 来歴
2013年札幌国際大学人文学部を卒業。同年より知床博物館学芸員。2021年より港区立郷土歴史館学芸員。

## 研究領域
主に、北海道及び南関東の歴史文化を研究テーマとしている。近年は、国史跡チャシコツ岬上遺跡や同じく国史跡の高輪築堤など現地で発掘調査を実施している。なお、チャシコツ岬上遺跡の調査において、オホーツク文化で初となる皇朝十二銭の一つ神功開宝を発掘し、機内中央と北方の古代文化との交流を指摘した。。。